# Стасін-Дольни
Стасін-Дольни (пол. Stasin Dolny) — село в Польщі, у гміні Селище Холмського повіту Люблінського воєводства.
Населення — 119 осіб (2011).
У 1975-1998 роках село належало до Холмського воєводства.

## Демографія
Демографічна структура станом на 31 березня 2011 року:
|          | Загалом | Допрацездатний вік | Працездатний вік | Постпрацездатний вік |
| -------- | ------- | ------------------ | ---------------- | -------------------- |
| Чоловіки | 64      | 13                 | 44               | 7                    |
| Жінки    | 55      | 12                 | 29               | 14                   |
| Разом    | 119     | 25                 | 73               | 21                   |